# Качковский, Карл
Карл Григорьевич Качковский (пол. Karol Maciej Kaczkowski; 4 февраля 1797, Варшава — 2 октября 1867) — польский врач и этнограф, профессор Варшавского университета.

## Из биографии
По окончании курса в Виленском университете был назначен в 1-й гренадерский пехотный полк врачом. Защитив в Виленском университете диссертацию: «De plicae polonicae in varias, praeter pilos, corporis humani partes vi et effectu», получил в 1821 г степень доктора медицины.
В 1823 г. читал при местном лицее публичные лекции по гигиене, которые вышли отдельной книгой: «Lekcye hygieny czyli nauki zachowania zdrowia, wykladane publicznie od r. 1823 w liceum wolynskiem, Warszawa 1826. 2 t.»
В 1825 г совершил путешествие в Крыму, результатом которого стала его работа: «Dziennik podrozy do Krymu odbytéj w r. 1825. Warsz. 1829». (4 тома).
В 1829 г. переведен в Варшавский университет профессором терапии.
В 1832 году поехал во Львов и, по возвращении в 1835 г., занимался практикой в нескольких южных городах Российской Империи.
В Житомире в 1858 г. основал Общество волынских врачей и был первым председателем этого общества. Имел большой авторитет и признание в обществе и профессиональных кругах. Опубликовал ряд статей в польских медицинских и естественно-научных изданиях за 1827—1846 годов. Он же, ещё студентом, издавал сатирический журнал «Vеrba Veritatis».